# Glyptoscapus
Glyptoscapus is een kevergeslacht uit de familie van de boktorren (Cerambycidae). De wetenschappelijke naam van het geslacht werd voor het eerst geldig gepubliceerd in 1899 door Aurivillius.

## Soorten
Glyptoscapus omvat de volgende soorten:
- Glyptoscapus bivittatus Gounelle, 1909
- Glyptoscapus cicatricosus Aurivillius, 1899
- Glyptoscapus flaveolus (Bates, 1870)
- Glyptoscapus pallidulus (White, 1855)
- Glyptoscapus vanettii Martins, 1959